# Heinz Drewniok
Heinz Drewniok (eigentlicher Name: Heinrich Peter Drewniok; * 6. August 1949 in Gliwice, Oberschlesien; † 28. August 2011) war ein deutscher Schauspieler, Regisseur, Journalist und Autor. Als studierter Theaterwissenschaftler verfasste er Theaterstücke, Hörspiele und Drehbücher.

## Leben
Heinz Drewniok kam 1957 in die DDR und wurde dort in Rostock wohnhaft. Nach dem Abitur und einer Facharbeiterausbildung als Maschinenbauer besuchte er die Staatliche Schauspielschule Rostock und absolvierte ein Fernstudium der Theaterwissenschaft in Leipzig. 
Ab 1972 arbeitete Drewniok als Dramaturg, Schauspieler und Regisseur an verschiedenen Theatern, unter anderem in Zwickau, Magdeburg, Eisenach, Erfurt und Dresden. Von 1979 bis 1981 war er freischaffend tätig. Im Herbst 1989 wechselte er zum Journalismus. In der Folge war er Hörfunkredakteur beim MDR und arbeitete seit 1992 für MDR 1 Radio Sachsen.
Im Jahr 2007 veröffentlichte er das Buch „Zweite Heimat Sachsen“ über Schicksale von Vertriebenen.
Drewniok starb 2011 nach längerer Krankheit an Krebs.

## Bücher
- 1987: Wenn Georgie kommt und andere dramatische Texte, Heinz Drewniok, Henschelverlag Kunst und Gesellschaft, Berlin 1987, 255 Seiten, ISBN 3-362-00035-5
- 2007: Zweite Heimat Sachsen: Lebenswege deutscher Flüchtlinge und Vertriebener, Heinz Drewniok, Edition Sächsische Zeitung SAXO'Phon, Dresden 2007, 143 Seiten, ISBN 978-3-938325-45-2

## Filmografie
- 1974: Polizeiruf 110: Konzert für einen Außenseiter (TV-Reihe)
- 1975: Bauernkrieg
- 1986: Polizeiruf 110: Kein Tag ist wie der andere

## Hörspiele
- 1980: Karl und Kasimir – Regie: Wolfgang Schonendorf (Kurzhörspiel – Rundfunk der DDR)
- 1983: Unterm Birnbaum – Regie: Wolfgang Schonendorf (Hörspiel – Rundfunk der DDR)